# نرمندية (منطقة إدارية)
نرمندية أو نورماندي (بالفرنسية: Normandie)‏ إحدى المناطق الإدارية في شمالي فرنسا، وهي مماثلة تقريبا لدوقية نرمندية التاريخية. تنقسم نورماندي إداريا إلى خمسة أقاليم هي: كلفادس، أور، المنش، أُرن، السان البحرية. تبلغ مساحتها 30,627 كيلومتر مربع (11,825 ميل2) وتشكل مايقرب من 5% من أراضي فرنسا. عدد سكانها 3.37 مليون أي مايعادل 5% من إجمالي سكان فرنسا، ويطلق على سكانها اسم النورمان. وتعد هذه المنطقة موطن اللغة النورمندية. كانت دوقية نرمندية التاريخية تضم نورماندي الحالية بالإضافة إلى مناطق صغيرة التي أصبحت الآن جزءا من إقليمي سارت ومِيَيْن.

## أعلام
- جون لانكاستر
- ريفولفر أوسلات
- أورديريك فيتاليس
- تيريز دو ليزيو